# Il ladro (serie televisiva)
Il ladro (T.H.E. Cat) è una serie televisiva statunitense in 26 episodi trasmessi per la prima volta nel corso di una sola stagione dal 1966 al 1967.

## Trama
Thomas Hewitt Edward, alias. T. H. E. Cat, "il gatto", è un ex ladro di gioielli ed ex acrobata di circo che aiuta coloro che hanno bisogno facendo da guardia del corpo grazie alle sue abilità speciali, tra cui il furto, la mimetizzazione e le arti marziali. Thomas viene ingaggiato presso la Casa del Gato, un club speciale di proprietà dello zingaro ispanico Pepe.

## Personaggi
- T. Hewitt Edward Cat (26 episodi, 1966-1967), interpretato da Robert Loggia.
- Pepe Cordoza (18 episodi, 1966-1967), interpretato da Robert Carricart.
- capitano McAllister (12 episodi, 1966-1967), interpretato da R.G. Armstrong.
- Laurent (2 episodi, 1966-1967), interpretato da Robert Duvall.
- tenente Lassiter (2 episodi, 1967), interpretato da John Marley.
- Benjamin J. Gross (2 episodi, 1966-1967), interpretato da Robert H. Harris.
- Cosmo Pumbol (2 episodi, 1966-1967), interpretato da Henry Darrow.
- Blossom (2 episodi, 1966-1967), interpretato da Carol Booth.
- Morgan (2 episodi, 1966-1967), interpretato da	Don 'Red' Barry.
- Mighty Joe Slavic (2 episodi, 1966), interpretato da	Roy Jenson.
- Joseph Reinhoff (2 episodi, 1966-1967), interpretato da	William Wintersole.
- Albee (2 episodi, 1966), interpretato da	Jack Perkins.
- Guilio (2 episodi, 1966-1967), interpretato da	Charles Horvath.
- Hagan Henchman (2 episodi, 1966-1967), interpretato da	John Daheim.

## Produzione
La serie fu prodotta da National Broadcasting Company e ideata da Harry Julian Fink, creatore della serie dell'ispettore Callaghan.

### Registi
Tra i registi della serie sono accreditati:
- Boris Sagal (8 episodi, 1966-1967)
- Alan Crosland Jr. (2 episodi, 1966-1967)
- Maurice Vaccarino (2 episodi, 1966-1967)
- Don McDougall (2 episodi, 1966)
- Paul Baxley (2 episodi, 1967)

## Distribuzione
La serie fu trasmessa negli Stati Uniti dal 1966 al 1967 sulla rete televisiva NBC. 
In Italia è stata trasmessa con il titolo Il ladro su RaiUno negli anni settanta.
Alcune delle uscite internazionali sono state:
- negli Stati Uniti (T.H.E. Cat)
- in Venezuela (El gato)
- in Italia (Il ladro)
- in Finlandia (T.H.E. Cat)
- in Germania Ovest (T.H.E. Cat - Artist und Detektiv o T.H.E. Cat - Lautlos wie ein Schatten)

## Episodi
| Stagione       | Episodi | Prima TV USA |
| -------------- | ------- | ------------ |
| Prima stagione | 26      | 1966-1967    |